# Oldsmobile Intrigue
Der Oldsmobile Intrigue war ein Mittelklasse-Modell der Automobilmarke Oldsmobile vom US-amerikanischen Automobilkonzern General Motors, das von Sommer 1997 bis Ende 2002 hergestellt wurde und nur für den nordamerikanischen Markt bestimmt war.
Seine Designzüge stammen von der Oldsmobile-Studie Antares aus dem Jahre 1995. Des Weiteren fand man ähnliche Designzüge auch beim Oldsmobile Alero (in Europa Chevrolet Alero) und beim Oldsmobile Aurora.

## Idee

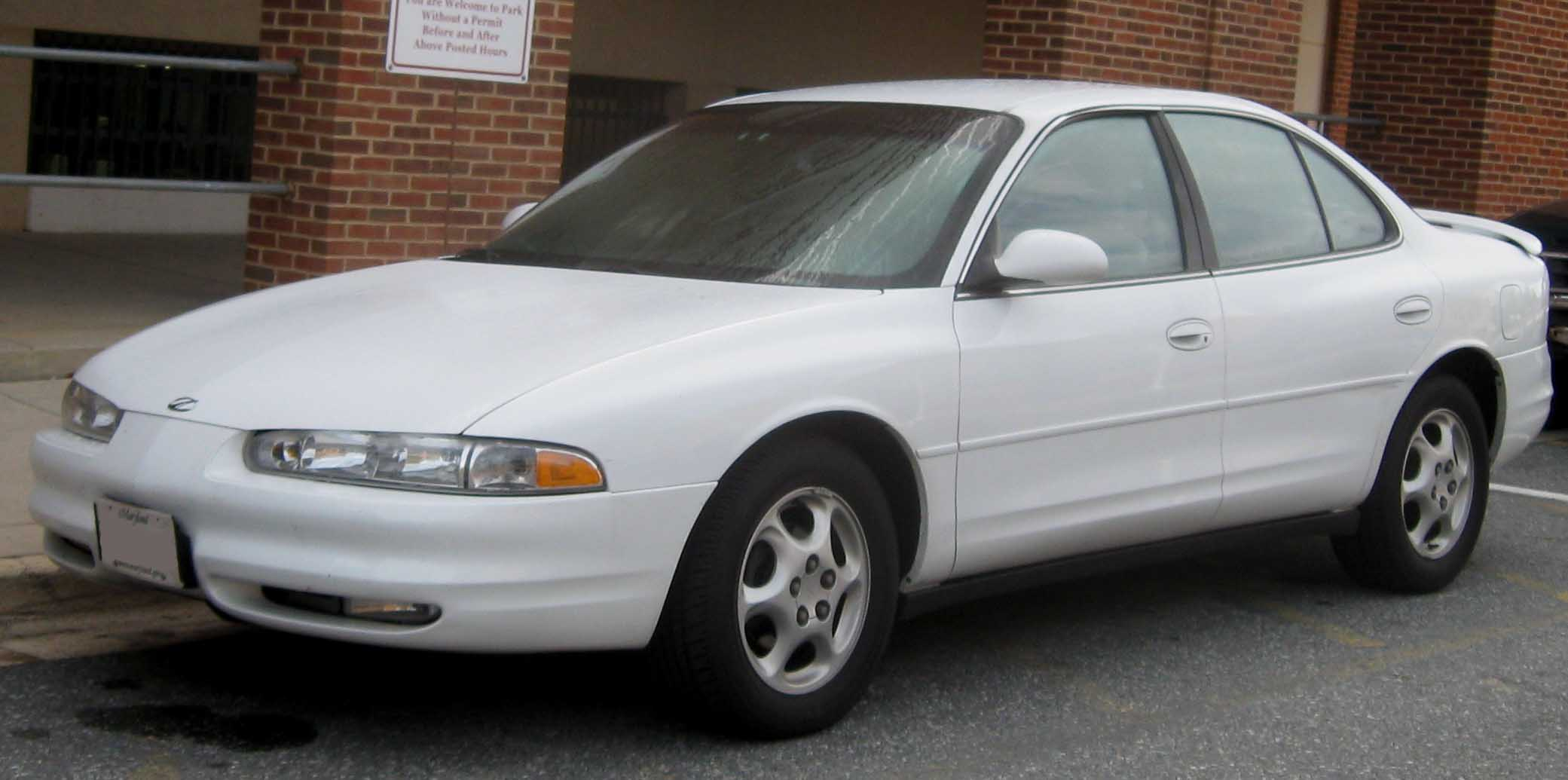
Oldsmobile Intrigue (1998)

Oldsmobile wollte mit diesem Modell stärker gegen seine japanischen Konkurrenten wie Toyota Camry, Honda Accord oder Nissan Altima antreten. Auf der Basis des Intrigues wurden auch andere GM-Typen hergestellt wie der Buick Century, Buick Regal, Chevrolet Impala, Chevrolet Monte Carlo und der Pontiac Grand Prix.

## Ausführungen
Es gab drei Ausführungen für den Oldsmobile Intrigue:
- GX (Basisausführung)
- GL (bessere Ausstattung als der GX)
- GLS (Vollausstattung)

## Motoren
Von Sommer 1997 bis Herbst 1999 wurde ein 3,8 Liter großer V6-Ottomotor (interne Bezeichnung OHV L36) integriert, der 195 PS leistete. Dieses Aggregat war in diversen GM-Modellen erhältlich wie z. B. im Holden Commodore oder im Pontiac Firebird.
Von Ende 1999 bis Ende 2002 wurde ein von Cadillac neu entwickelter 3,5 Liter-V6-Motor eingesetzt (interne Bezeichnung DOHC LX5). Dieser basierte auf dem GM Northstar V8 und leistete 215 PS und wurde auch im Oldsmobile Aurora verwendet.